# Byttneria glazioui
Byttneria glazioui är en malvaväxtart som beskrevs av Bénédict Pierre Georges Hochreutiner. Byttneria glazioui ingår i släktet Byttneria och familjen malvaväxter. Inga underarter finns listade i Catalogue of Life.